# Timbuktu (1959)
Timbuktu is een Amerikaanse avonturenfilm uit 1959 onder regie van Jacques Tourneur. De film werd destijds uitgebracht onder de titel Timboektoe.

## Verhaal
Kolonel Charles Dufort komt in 1940 samen met zijn vrouw aan in Timboektoe om er het Franse garnizoen over te nemen. Ze worden er echter bedreigd door een opstand van Toeareg. Kolonel Dufort komt erachter dat een slechte emir de oorzaak is van alle ellende. Samen met de Amerikaan Mike Conway tracht hij de emir te stoppen.

## Rolverdeling
| Acteur           | Personage              |
| ---------------- | ---------------------- |
| Victor Mature    | Mike Conway            |
| Yvonne De Carlo  | Natalie Dufort         |
| George Dolenz    | Kolonel Charles Dufort |
| John Dehner      | Emir Bhaki             |
| Marcia Henderson | Jeanne Marat           |
| Robert Clarke    | Kapitein Girard        |
| James Foxx       | Luitenant Victor Marat |
| Paul Wexler      | Suleyman               |